# Guido De Padt
Guido De Padt, né à Grammont le 23 mai 1954 est un homme politique belge flamand, membre de l'OpenVLD.
Licencié en droit et ancien avocat.
À la Chambre des représentants, il a été principalement actif en matière de sécurité routière, de mobilité, d’entreprises publiques, de police et de sécurité. Il plaide notamment pour un service minimum dans les entreprises publiques.
Il est un des champions des questions parlementaires. Au cours de la législature 2003-2007, il a introduit 743 questions écrites. Depuis novembre 2007, il en a déjà posé 571, soit une moyenne d’une par jour. De toutes ces questions, il fait d’ailleurs souvent un communiqué assurant ainsi sa présence dans la presse.

## Carrière politique
- 1982-2003 conseiller provincial en Flandre-Orientale
- 1982-1994 échevin de Grammont
- 1994-2000 Député permanent de Flandre-Orientale
- 2001-2006 et 2013- Bourgmestre de Grammont
- 2003-2008 député fédéral
- 2007-2008 échevin et président du CPAS de Grammont
- 2008-2009 Ministre de l'Intérieur dans le gouvernement Van Rompuy I
- 2010-2014 Sénateur coopté
- 2024 : souffrant de la maladie d'Alzheimer, il met fin à sa carrière politique.

## Décoration
- Chevalier de l'ordre de Léopold (arrêté royal du 11 décembre 1997, à la date du 8 avril 1997)[1].